# 名馬の肖像
名馬の肖像（めいばのしょうぞう）は、日本中央競馬会 (JRA) が2017年から制作している競走馬の広告である。

## 概要
GIレース（ジャパンカップを除く）開催週に公開され、該当するレース(もしくはその前身となるレース)の過去の勝ち馬が紹介される。2022年からはJRAの共通キャッチコピー「HERO IS COMING.」が下部に記載される。
競馬場やWINSで無料配布されるレーシングプログラムの裏面に掲載されているほか、JRAホームページの競馬コラムにも掲載される。
2024年はJRA創立70周年企画として、前年の人気投票で「メモリアルヒーロー」に選出された馬を特集する企画に置き換わったため、一部のGIレースのみ公開されている。

## 一覧

### 2017年
| レース                           | 馬名               | 優勝年度       | キャッチコピー   | 備考                            |
| -------------------------------- | ------------------ | -------------- | ---------------- | ------------------------------- |
| フェブラリーステークス           | カネヒキリ         | 2006年         | 不屈の魂、ここに |                                 |
| 高松宮記念                       | カレンチャン       | 2012年         | 自信、ゆるぎなく |                                 |
| 大阪杯                           | トウカイテイオー   | 1992年         | 帝王の帰還       | 産経大阪杯時代                  |
| 桜花賞                           | ダイワスカーレット | 2007年         | 女王の物語、開幕 |                                 |
| 皐月賞                           | ヴィクトワールピサ | 2010年         | 勝利の方程式     |                                 |
| 天皇賞（春）                     | ゴールドシップ     | 2015年         | 栄光への航海     |                                 |
| NHKマイルカップ                  | キングカメハメハ   | 2004年         | 孤高の王         |                                 |
| ヴィクトリアマイル               | ブエナビスタ       | 2010年         | その姿こそ絶景   |                                 |
| オークス                         | シーザリオ         | 2005年         | 喝采に迎えられて |                                 |
| 日本ダービー                     | タニノギムレット   | 2002年         | 祝杯をこの手に   |                                 |
| 安田記念                         | タイキシャトル     | 1998年         | 高く飛べ         |                                 |
| 宝塚記念                         | オルフェーヴル     | 2012年         | 激情の覇王       |                                 |
| スプリンターズステークス         | ロードカナロア     | 2012年・2013年 | 龍王の棲むところ |                                 |
| 秋華賞                           | ジェンティルドンナ | 2012年         | 貴婦人の進撃     |                                 |
| 菊花賞                           | エピファネイア     | 2013年         | 解放と爆発       |                                 |
| 天皇賞（秋）                     | ヘヴンリーロマンス | 2005年         | 導かれし先に     |                                 |
| エリザベス女王杯                 | リトルアマポーラ   | 2008年         | 決意と闘志       |                                 |
| マイルチャンピオンシップ         | ハットトリック     | 2005年         | ゴールを決めろ!  |                                 |
| チャンピオンズカップ             | トランセンド       | 2010年・2011年 | 前へ行け         | ジャパンカップダート時代        |
| 阪神ジュベナイルフィリーズ       | アパパネ           | 2009年         | 伝説の序章       |                                 |
| 朝日杯フューチュリティステークス | グラスワンダー     | 1997年         | Wonder Boy       | 朝日杯3歳ステークス時代         |
| 有馬記念                         | サクラローレル     | 1996年         | 彗星の輝き       |                                 |
| ホープフルステークス             | ヴァーミリアン     | 2004年         | もうひとつの道   | ラジオたんぱ杯2歳ステークス時代 |

### 2018年
| レース                           | 馬名               | 優勝年度       | キャッチコピー             | 備考                            |
| -------------------------------- | ------------------ | -------------- | -------------------------- | ------------------------------- |
| フェブラリーステークス           | メイセイオペラ     | 1999年         | 果断なる者                 |                                 |
| 高松宮記念                       | キンシャサノキセキ | 2010年・2011年 | 奇跡の旅                   |                                 |
| 大阪杯                           | カツラギエース     | 1984年         | これで生き抜く             | サンケイ大阪杯時代              |
| 桜花賞                           | ハープスター       | 2014年         | 1等星になる                |                                 |
| 皐月賞                           | ダイワメジャー     | 2004年         | リーダーの矜持             |                                 |
| 天皇賞（春）                     | テンポイント       | 1977年         | 貴公子のバラッド           |                                 |
| NHKマイルカップ                  | ディープスカイ     | 2008年         | 時の支配者                 |                                 |
| ヴィクトリアマイル               | ダンスインザムード | 2006年         | スポットライト、ふたたび。 |                                 |
| オークス                         | エアグルーヴ       | 1996年         | ハートに火をつけて         |                                 |
| 日本ダービー                     | ジャングルポケット | 2001年         | 密林から飛び出せ           |                                 |
| 安田記念                         | モーリス           | 2015年         | 覚醒の予感                 |                                 |
| 宝塚記念                         | テイエムオペラオー | 2000年         | ただ彼だけが               |                                 |
| スプリンターズステークス         | サクラバクシンオー | 1993年・1994年 | 速さこそ真理               |                                 |
| 秋華賞                           | ファビラスラフイン | 1996年         | 七つの宝石                 |                                 |
| 菊花賞                           | ビワハヤヒデ       | 1993年         | 大輪として咲け             |                                 |
| 天皇賞（秋）                     | ジャスタウェイ     | 2013年         | その道の彼方に             |                                 |
| エリザベス女王杯                 | トゥザヴィクトリー | 2001年         | 勝利に向かって             |                                 |
| マイルチャンピオンシップ         | デュランダル       | 2003年・2004年 | 伝説の聖剣                 |                                 |
| チャンピオンズカップ             | エスポワールシチー | 2009年         | 希望と決意                 | ジャパンカップダート時代        |
| 阪神ジュベナイルフィリーズ       | メジロドーベル     | 1996年         | いつまでも熱く             | 阪神3歳牝馬ステークス時代       |
| 朝日杯フューチュリティステークス | ナリタブライアン   | 1993年         | 影を越えて行け             | 朝日杯3歳ステークス時代         |
| 有馬記念                         | オグリキャップ     | 1988年・1990年 | 怪物との日々               |                                 |
| ホープフルステークス             | ロジユニヴァース   | 2008年         | 明日への希望               | ラジオNIKKEI杯2歳ステークス時代 |

### 2019年
| レース                           | 馬名               | 優勝年度       | キャッチコピー       | 備考                            |
| -------------------------------- | ------------------ | -------------- | -------------------- | ------------------------------- |
| フェブラリーステークス           | ゴールドアリュール | 2003年         | 明日の物語           |                                 |
| 高松宮記念                       | エアロヴェロシティ | 2015年         | 秘宝を求めて         |                                 |
| 大阪杯                           | マーベラスサンデー | 1997年         | ここから高みへ       | 産経大阪杯時代                  |
| 桜花賞                           | アローキャリー     | 2002年         | 秘匿された資質       |                                 |
| 皐月賞                           | サニーブライアン   | 1997年         | それこそが事実       |                                 |
| 天皇賞（春）                     | メジロマックイーン | 1991年・1992年 | この座は譲れない     |                                 |
| NHKマイルカップ                  | シーキングザパール | 1997年         | 真珠のきらめき       |                                 |
| ヴィクトリアマイル               | ウオッカ           | 2009年         | 遠くへ               |                                 |
| オークス                         | ダイナカール       | 1983年         | 生き残れ             |                                 |
| 日本ダービー                     | ドゥラメンテ       | 2015年         | 果てなき物語         |                                 |
| 安田記念                         | ヤマニンゼファー   | 1992年・1993年 | 嵐のごとく           |                                 |
| 宝塚記念                         | サイレンススズカ   | 1998年         | 逃げることは挑むこと |                                 |
| (特別編)                         | ディープインパクト |                | 嵐は颯爽!            | 追悼特別記念、2014年版の再掲    |
| スプリンターズステークス         | ダイタクヤマト     | 2000年         | 「!」を待て          |                                 |
| 秋華賞                           | ブゼンキャンドル   | 1999年         | 成功のありか         |                                 |
| 菊花賞                           | ヒシミラクル       | 2002年         | 大輪として咲け       |                                 |
| 天皇賞（秋）                     | シンボリクリスエス | 2002年・2003年 | ここへきた理由       |                                 |
| エリザベス女王杯                 | メジロラモーヌ     | 1986年         | 完全無欠             |                                 |
| マイルチャンピオンシップ         | サッカーボーイ     | 1988年         | さあ蹴り込め         |                                 |
| チャンピオンズカップ             | ホッコータルマエ   | 2014年         | 旅路                 |                                 |
| 阪神ジュベナイルフィリーズ       | レーヴディソール   | 2010年         | 飛翔の夢             |                                 |
| 朝日杯フューチュリティステークス | アドマイヤドン     | 2001年         | 次へと踏み出す       |                                 |
| 有馬記念                         | ダイユウサク       | 1991年         | エンドマークに向けて |                                 |
| ホープフルステークス             | アグネスタキオン   | 2000年         | 光を超えて           | ラジオたんぱ杯3歳ステークス時代 |

### 2020年
| レース                           | 馬名               | 優勝年度       | キャッチコピー   | 備考                            |
| -------------------------------- | ------------------ | -------------- | ---------------- | ------------------------------- |
| フェブラリーステークス           | ウイングアロー     | 2000年         | 翼を広げて       |                                 |
| 高松宮記念                       | キングヘイロー     | 2000年         | いまここにいる   |                                 |
| 大阪杯                           | サイレントハンター | 1999年         | 精緻なる逃げ     | 産経大阪杯時代                  |
| 桜花賞                           | シャダイカグラ     | 1989年         | 魔法使い         |                                 |
| 皐月賞                           | ジェニュイン       | 1995年         | 本物の強者       |                                 |
| 天皇賞（春）                     | メジロブライト     | 1998年         | 君の使命         |                                 |
| NHKマイルカップ                  | ラインクラフト     | 2005年         | 開拓者           |                                 |
| ヴィクトリアマイル               | ヴィルシーナ       | 2013年・2014年 | ここだけは       |                                 |
| オークス                         | チョウカイキャロル | 1994年         | 祝歌             |                                 |
| 日本ダービー                     | ミホノブルボン     | 1992年         | 信念の鎧         |                                 |
| 安田記念                         | ニホンピロウイナー | 1985年         | 先駆けとして     |                                 |
| 宝塚記念                         | メイショウドトウ   | 2001年         | いつか振り返れば |                                 |
| スプリンターズステークス         | トロットスター     | 2001年         | どの道を選ぼうと |                                 |
| 秋華賞                           | エアメサイア       | 2005年         | わたしはわたし   |                                 |
| 菊花賞                           | ダンスインザダーク | 1996年         | 情熱の火         |                                 |
| 天皇賞（秋）                     | トーセンジョーダン | 2011年         | そして極限へ     |                                 |
| エリザベス女王杯                 | サクラキャンドル   | 1995年         | 結実のとき       |                                 |
| マイルチャンピオンシップ         | ダイタクヘリオス   | 1991年・1992年 | 至上の難敵       |                                 |
| チャンピオンズカップ             | イーグルカフェ     | 2002年         | この一瞬のために | ジャパンカップダート時代        |
| 阪神ジュベナイルフィリーズ       | ニシノフラワー     | 1991年         | だって私は       | 阪神3歳牝馬ステークス時代       |
| 朝日杯フューチュリティステークス | ダノンプラチナ     | 2014年         | 白銀の煌めき     |                                 |
| ホープフルステークス             | ロイヤルタッチ     | 1995年         | 好敵手たち       | ラジオたんぱ杯3歳ステークス時代 |
| 有馬記念                         | シルクジャスティス | 1997年         | 若き風           |                                 |

### 2021年
| レース                           | 馬名               | 優勝年度       | キャッチコピー     | 備考                            |
| -------------------------------- | ------------------ | -------------- | ------------------ | ------------------------------- |
| フェブラリーステークス           | シンコウウインディ | 1997年         | 夜明けの咆哮       |                                 |
| 高松宮記念                       | ショウナンカンプ   | 2002年         | 内にある答え       |                                 |
| 大阪杯                           | メイショウオウドウ | 2000年         | ただ一歩ずつ       | 産経大阪杯時代                  |
| 桜花賞                           | オグリローマン     | 1994年         | 伝説を越えてゆけ   |                                 |
| 皐月賞                           | ナリタタイシン     | 1993年         | 勝利への解法       |                                 |
| 天皇賞（春）                     | ライスシャワー     | 1993年・1995年 | 君の場所、君の瞬間 |                                 |
| NHKマイルカップ                  | マイネルホウオウ   | 2013年         | 夢と情熱と         |                                 |
| ヴィクトリアマイル               | ホエールキャプチャ | 2012年         | 白鯨のように       |                                 |
| オークス                         | スマイルトゥモロー | 2002年         | 笑顔の明日         |                                 |
| 日本ダービー                     | アイネスフウジン   | 1990年         | これが競馬だ       |                                 |
| 安田記念                         | アサクサデンエン   | 2005年         | 挑み続ける者       |                                 |
| 宝塚記念                         | メジロパーマー     | 1992年         | そしていつか       |                                 |
| スプリンターズステークス         | ビリーヴ           | 2002年         | 信じ抜くこと       |                                 |
| 秋華賞                           | スイープトウショウ | 2004年         | 制覇の条件         |                                 |
| 菊花賞                           | マチカネフクキタル | 1997年         | 新しい君よ         |                                 |
| 天皇賞（秋）                     | ヤエノムテキ       | 1990年         | 輝きと熱さと       |                                 |
| エリザベス女王杯                 | スノーフェアリー   | 2010年・2011年 | Amazing World      |                                 |
| マイルチャンピオンシップ         | ゼンノエルシド     | 2001年         | 成功者とは         |                                 |
| チャンピオンズカップ             | アロンダイト       | 2006年         | この一瞬のために   | ジャパンカップダート時代        |
| 阪神ジュベナイルフィリーズ       | テイエムオーシャン | 2000年         | 大いなる海         | 阪神3歳牝馬ステークス時代       |
| 朝日杯フューチュリティステークス | セイウンワンダー   | 2008年         | 志あれば           |                                 |
| 有馬記念                         | グリーングラス     | 1979年         | 第三の男           |                                 |
| ホープフルステークス             | コスモバルク       | 2003年         | 大きな夢           | ラジオたんぱ杯2歳ステークス時代 |

### 2022年
| レース                           | 馬名               | 優勝年度       | キャッチコピー     | 備考                      |
| -------------------------------- | ------------------ | -------------- | ------------------ | ------------------------- |
| フェブラリーステークス           | アグネスデジタル   | 2002年         | すべてをこの手に   |                           |
| 高松宮記念                       | オレハマッテルゼ   | 2006年         | 願うのは           |                           |
| 大阪杯                           | キタサンブラック   | 2017年         | 宴が始まる         |                           |
| 桜花賞                           | ジュエラー         | 2016年         | 境界の向こうへ     |                           |
| 皐月賞                           | メイショウサムソン | 2006年         | 前へ進め           |                           |
| 天皇賞（春）                     | ビートブラック     | 2012年         | 嵐に備えよ         |                           |
| NHKマイルカップ                  | クロフネ           | 2001年         | 扉を叩く者         |                           |
| ヴィクトリアマイル               | コイウタ           | 2007年         | ラブソングを貴方に |                           |
| オークス                         | ミッキークイーン   | 2015年         | 女王の時間         |                           |
| 日本ダービー                     | アグネスフライト   | 2000年         | きっと空を         |                           |
| 安田記念                         | ツルマルボーイ     | 2004年         | 調和する要素たち   |                           |
| 宝塚記念                         | ダンツフレーム     | 2002年         | 次の幕こそ         |                           |
| スプリンターズステークス         | レッドファルクス   | 2016年・2017年 | 体験と記憶         |                           |
| 秋華賞                           | ファインモーション | 2002年         | 遅れてきた乗客     |                           |
| 菊花賞                           | キセキ             | 2017年         | 多様なる結晶       |                           |
| 天皇賞（秋）                     | ゼンノロブロイ     | 2004年         | 成就への橋         |                           |
| エリザベス女王杯                 | スノーフェアリー   | 2010年・2011年 | あれは妖精         | 初の2年連続選出           |
| マイルチャンピオンシップ         | タイキシャトル     | 1997年・1998年 | 知られるべき名前   | 2度目の選出               |
| チャンピオンズカップ             | ニホンピロアワーズ | 2012年         | 起伏の後に         | ジャパンカップダート時代  |
| 阪神ジュベナイルフィリーズ       | ヤマカツスズラン   | 1999年         | 爽快               | 阪神3歳牝馬ステークス時代 |
| 朝日杯フューチュリティステークス | アジアエクスプレス | 2013年         | 超特急がいく       |                           |
| 有馬記念                         | ハーツクライ       | 2005年         | 心の叫び           |                           |
| ホープフルステークス             | サートゥルナーリア | 2018年         | 必然的勝利         |                           |

### 2023年
| レース                           | 馬名               | 優勝年度       | キャッチコピー | 備考                            |
| -------------------------------- | ------------------ | -------------- | -------------- | ------------------------------- |
| フェブラリーステークス           | メイショウボーラー | 2005年         | 新たな光       |                                 |
| 高松宮記念                       | コパノリチャード   | 2014年         | 研鑽を経て     |                                 |
| 大阪杯                           | タイキブリザード   | 1996年         | 風を育みながら | 産経大阪杯時代                  |
| 桜花賞                           | ラインクラフト     | 2005年         | 尊き一瞬       | 2度目の選出                     |
| 皐月賞                           | ノーリーズン       | 2002年         | 誰かが何かを   |                                 |
| 天皇賞 (春)                      | フェノーメノ       | 2013年・2014年 | 長槍の主       |                                 |
| NHKマイルカップ                  | エルコンドルパサー | 1998年         | 誇らしく飛べ   |                                 |
| ヴィクトリアマイル               | ストレイトガール   | 2015年・2016年 | 少女は気まぐれ |                                 |
| オークス                         | ベガ               | 1993年         | 織姫の夢       |                                 |
| 日本ダービー                     | ウイニングチケット | 1993年         | 明日への切符   |                                 |
| 安田記念                         | ダイイチルビー     | 1991年         | 紅玉ぎらり     |                                 |
| 宝塚記念                         | タマモクロス       | 1988年         | 黒き影、白き光 |                                 |
| スプリンターズステークス         | アストンマーチャン | 2007年         | 決意           |                                 |
| 秋華賞                           | ティコティコタック | 2000年         | 成すために     |                                 |
| 菊花賞                           | ナリタトップロード | 1999年         | 今日こそは     |                                 |
| 天皇賞（秋）                     | オフサイドトラップ | 1998年         | やるべきことは |                                 |
| (特別編)                         | ヘヴンリーロマンス | -              | （無し）       | 天皇賞（秋）特別版              |
| (特別編)                         | エイシンフラッシュ | -              | （無し）       | 天皇賞（秋）特別版              |
| エリザベス女王杯                 | ダンスパートナー   | 1996年         | さあ舞うがいい |                                 |
| マイルチャンピオンシップ         | ノースフライト     | 1994年         | 輝ける場所     |                                 |
| チャンピオンズカップ             | タイムパラドックス | 2004年         | 待てば熟す     | ジャパンカップダート時代        |
| 阪神ジュベナイルフィリーズ       | ヒシアマゾン       | 1993年         | ゆえに女傑     | 阪神3歳牝馬ステークス時代       |
| 朝日杯フューチュリティステークス | バブルガムフェロー | 1995年         | ふくらめ夢よ   | 朝日杯3歳ステークス時代         |
| 有馬記念                         | シンボリルドルフ   | 1984年・1985年 | 君臨へ         |                                 |
| ホープフルステークス             | ザッツザプレンティ | 2002年         | 頑強なり       | ラジオたんぱ杯2歳ステークス時代 |

### 2024年
| レース         | 馬名               | 優勝年度       | キャッチコピー   | 備考                 |
| -------------- | ------------------ | -------------- | ---------------- | -------------------- |
| 桜花賞         | ダイワスカーレット | 2007年         | 戦姫は往く       | 2度目の選出          |
| 皐月賞         | ドゥラメンテ       | 2015年         | 宿命             | 2度目の選出          |
| 天皇賞（春）   | ライスシャワー     | 1993年・1995年 | 私の場所         | 2度目の選出          |
| オークス       | エアグルーヴ       | 1996年         | 女帝への歩み     | 2度目の選出          |
| 日本ダービー   | ディープインパクト | 2005年         | 新たな始まり     | 現行形式では初選出   |
| 宝塚記念       | サイレンススズカ   | 1998年         | あの向こうへ     | 2度目の選出          |
| 秋華賞         | アカイトリノムスメ | 2021年         | スカートを翻して |                      |
| 菊花賞         | キセキ             | 2017年         | だから僕は       | 2度目の選出          |
| 天皇賞（秋）   | エイシンフラッシュ | 2012年         | 閃光の剣士       | 特別編を除けば初選出 |
| ジャパンカップ | アーモンドアイ     | 2018年・2020年 | 美しき瞳         |                      |
| 有馬記念       | オルフェーヴル     | 2011年・2013年 | 輝きを夢見て     | 2度目の選出          |

### 2025年
| レース                 | 馬名               | 優勝年度       | キャッチコピー | 備考         |
| ---------------------- | ------------------ | -------------- | -------------- | ------------ |
| フェブラリーステークス | カフェファラオ     | 2021年・2022年 | ここぞ王領なり |              |
| 高松宮記念             | フラワーパーク     | 1996年         | 咲けよ花       | 高松宮杯時代 |
| 大阪杯                 | レイパパレ         | 2021年         | 微笑こぼれて   |              |
| 桜花賞                 | グランアレグリア   | 2019年         | 満たす、応える |              |
| 皐月賞                 | セイウンスカイ     | 1998年         | 真っ直ぐに     |              |
| 天皇賞（春）           | マヤノトップガン   | 1997年         | 縦横自在       |              |
| NHKマイルカップ        | ミッキーアイル     | 2014年         | シンプル・ラン |              |
| ヴィクトリアマイル     | ノームコア         | 2019年         | 瞬間を捉えて   |              |
| オークス               | ラヴズオンリーユー | 2019年         | 愛を謳う       |              |
| 日本ダービー           | キズナ             | 2013年         | 未来へ         |              |
| 安田記念               | インディチャンプ   | 2019年         | 王位の価値とは |              |
| 宝塚記念               | クロノジェネシス   | 2020年・2021年 | 創造力         |              |